# Chutcze (gromada)
Chutcze – dawna gromada, czyli najmniejsza jednostka podziału terytorialnego Polskiej Rzeczypospolitej Ludowej w latach 1954–1972.
Gromady, z gromadzkimi radami narodowymi (GRN) jako organami władzy najniższego stopnia na wsi, funkcjonowały od reformy reorganizującej administrację wiejską przeprowadzonej jesienią 1954 do momentu ich zniesienia z dniem 1 stycznia 1973, tym samym wypierając organizację gminną w latach 1954–1972.
Gromadę Chutcze z siedzibą GRN w Chutczu utworzono – jako jedną z 8759 gromad na obszarze Polski – w powiecie chełmskim w woj. lubelskim na mocy uchwały nr 7 WRN w Lublinie z dnia 5 października 1954. W skład jednostki weszły obszary dotychczasowych gromad Bachus, Chutcze, Petryłów, Serniawy wieś i Serniawy kol. ze zniesionej gminy Bukowa oraz obszar dotychczasowej gromady Aleksandrówka ze zniesionej gminy Olchowiec w tymże powiecie. Dla gromady ustalono 11 członków gromadzkiej rady narodowej.
1 stycznia 1958 gromadę zniesiono, włączając jej obszar do gromad Łowcza (wieś Petryłów i kolonię Piski) i Sawin (wieś Chutcze, wieś i kolonię Serniawy oraz kolonie Aleksandrówka, Bachus i Majdan Serniawski) w tymże powiecie.